# Eurodryas apiciata
Eurodryas apiciata är en fjärilsart som beskrevs av Johannes Karl Max Röber 1926. Eurodryas apiciata ingår i släktet Eurodryas och familjen praktfjärilar. Inga underarter finns listade i Catalogue of Life.